# Староалександровский сельсовет
Староалександровский сельсовет — муниципальное образование в Бузулукском районе Оренбургской области.
Административный центр — село Староалександровка.

## Административное устройство
В состав сельского поселения входят 1 населённых пункта:
- село Староалександровка.